# ريتشارد كيروان
ريتشارد كيروان (بالأيرلندية: Richard Kirwan) (و. 1733 – 1812 م) هو كيميائي، وعالم أرصاد جوية، وعالم، وجيولوجي أيرلندي، ولد في مقاطعة غالواي، وكان عضوًا في الجمعية الملكية، والأكاديمية الملكية الأيرلندية، والجمعية الملكية لإدنبرة، والأكاديمية الأمريكية للفنون والعلوم، والأكاديمية الألمانية للعلوم ليوبولدينا، والأكاديمية الملكية السويدية للعلوم، توفي في دبلن، عن عمر يناهز 79 عاماً.

## جوائز
حصل على جوائز منها:
- وسام كوبلي (1782)[8]
- زميل في الجمعية الملكية
- زمالة الجمعية الملكية لإدنبرة.

## روابط خارجية
- ريتشارد كيروان على موقع الموسوعة البريطانية (الإنجليزية)